# Trzebnicki
Trzebnicki là một huyện thuộc tỉnh Dolnośląskie của Ba Lan. Huyện có diện tích 1025 km². Đến ngày 1 tháng 1 năm 2011, dân số của huyện là 79934 người và mật độ 78 người/km².